# Kaplica Klęczącego Pana Jezusa w Augustowie
Kaplica Klęczącego Pana Jezusa w Augustowie – kaplica w Augustowie, położona przy zbiegu ulic Zygmuntowskiej i Rajgrodzkiej.
Figurę Klęczącego pod krzyżem Pana Jezusa czczono w tym miejscu od XVIII wieku. W latach 30. XIX wieku, w miejscu niewielkiej budki, wybudowano drewnianą kaplicę, otoczono ją parkanem i obsadzono topolami. W kaplicy odbywały się nabożeństwa. W 1872 kaplica została odnowiona. W czasie II wojny światowej uległa zniszczeniu. Nową, murowaną kaplicę zbudowano ze składek mieszkańców miasta oraz augustowian ze Stanów Zjednoczonych w latach 1950–1954, a poświęcono w roku 1955.